# Rice Lake (Wisconsin)
Rice Lake è un comune degli Stati Uniti d'America, situato nello Stato del Wisconsin, nella Contea di Barron.